# Arrondissement judiciaire de Diekirch
L'arrondissement judiciaire de Diekirch est un des deux arrondissements judiciaires du Luxembourg, sur lequel est compétent le tribunal d'arrondissement situé à Diekirch.

## Organisation territoriale
L'arrondissement judiciaire de Diekirch est composé depuis 1850 des cantons situés au nord du Grand-Duché, à savoir les cantons de Clervaux, Diekirch, Echternach, Redange, Vianden et Wiltz,.

### Justice de paix
L'arrondissement ne compte qu'une seule justice de paix, celle de Diekirch.

### Cantons et communes
L'arrondissement judiciaire de Diekirch est constitué au 1er septembre 2023 de 6 cantons et de 41 communes, dépendant toutes de la justice de paix de Diekirch :
| - Canton de Clervaux : - Clervaux - Parc Hosingen - Troisvierges - Weiswampach - Wincrange | - Canton de Diekirch : - Bettendorf - Bourscheid - Diekirch - Erpeldange-sur-Sûre - Ettelbruck - Feulen - Mertzig - Reisdorf - Schieren - Vallée de l'Ernz | - Canton d'Echternach : - Beaufort - Bech - Berdorf - Consdorf - Echternach - Rosport-Mompach - Waldbillig | - Canton de Redange : - Beckerich - Ell - Groussbus-Wal - Préizerdaul - Rambrouch - Redange-sur-Attert - Saeul - Useldange - Vichten | - Canton de Vianden : - Putscheid - Tandel - Vianden | - Canton de Wiltz : - Boulaide - Esch-sur-Sûre - Goesdorf - Kiischpelt - Lac de la Haute-Sûre - Wiltz - Winseler |